# Georgios Karaïskakis
Georgios Karaïskakis (in greco Γεώργιος Καραϊσκάκης?) è un comune della Grecia situato nella periferia dell'Epiro (unità periferica di Arta) con 7131 abitanti secondo i dati del censimento 2001.
A seguito della riforma amministrativa detta piano Kallikratis in vigore dal gennaio 2011 che ha abolito le prefetture e accorpato numerosi comuni, la superficie del comune è ora di 464 km² e la popolazione è passata da 3245 a 7131 abitanti.
Il nome del comune deriva dall'omonimo comandante nella Guerra d'indipendenza greca